# Nu vaknen och glädjens
Nu vaknen och glädjens är en svensk Luciasång med text av Signe Hallström Elisabeth Aulén och melodi av Ejnar Eklöf, tonsättare och organist. Sången betonar det ljus och hopp som Lucia för med sig i vintermörkret.

## Publikation
- Nu ska vi sjunga, 1943, som "Luciasång", under rubriken "Julsånger".
- Julens önskesångbok, 1997, under rubriken "Lucia".
- Barnens svenska sångbok, 1999, under rubriken "Året runt".

## Inspelningar
En tidig inspelning gjordes av Bjursåsflickorna, och gavs ut på skivalbumet Bjursåsflickorna sjunger jul- och adventssånger 1977.